# Ахалсопели (Хашурский муниципалитет)
Ахалсопели (груз. ახალსოფელი) — село в Грузии. Находится в Хашурском муниципалитете края Шида-Картли. Высота над уровнем моря составляет 680 метров. Население — 137 человек (2014).